# Mariano Mataix Lorda
Mariano Mataix Lorda (Madrid, 8 de enero de 1922-Tarragona, 17 de julio de 2006) fue un científico español experto en ingeniería electrónica y en energía nuclear. Padre de la escritora y matemática Susana Mataix.

## Formación
Mataix, hijo de un militar e ingeniero, estudió en el Instituto Escuela creado por la Junta de Ampliación de Estudios y basado en las ideas de la Institución Libre de Enseñanza.
Se trasladó a los Estados Unidos en los años 50 a hacer un master de Ingeniería Eléctrica y Electrónica en la Universidad de Columbia de Nueva York. Además, se graduó en Ingeniería Nuclear en el Instituto de Ciencias y Técnicas Nucleares de Saclay (Francia) y realizó el master de Dirección de Empresa de la Escuela de Administración de Empresas, diplomándose en Organización Industrial.

## Trayectoria profesional
Además de su faceta de investigador, desarrolló su faceta docente dedicándose a la enseñanza en diversas instituciones, tales como en la Escuela Naval de Marín (Pontevedra), y  participó en cursos de Radar en la Marina Británica.  Fue profesor en el instituto Torres Quevedo y en el Patronato Juan de la Cierva de Investigaciones Científicas (organización que se encargó de asociar empresas tecnológicas al incipiente Consejo Superior de Investigaciones Científicas).
Fue profesor de Radar en la Escuela Superior de Ingenieros de Telecomunicación de Barcelona; y trabajó en empresas privadas de seguridad naval.
Formó parte de la sección nuclear del Instituto Nacional de Industria conocido como eL INI, en cuya institución abogó por la instalación de las primeras centrales nucleares en España tras realizar los estudios sobre su viabilidad.  En el año 1972 fue nombrado director de la central nuclear de Vandellós I, cargo que ostentó durante ocho años desde su puesta en marcha en dicho año.  Posteriormente ocupó el cargo de director de la empresa Hispano-Francesa de Energía Nuclear, S. A. (Hifrensa).
Durante esos años de director, escribió distintos artículos sobre la energía nuclear publicados principalmente en los diarios El País y en La Vanguardia.

## Premios
Como experto en energía nuclear obtuvo varios premios por sus publicaciones sobre energía nuclear, como el de mejor artículo del año por «Situación actual de los reactores de agua ligera», en 1968; «Energía Nuclear»,  premiado por la Junta de Energía Nuclear en 1976; y otro sobre el plutonio, en la Revista Energía en 1982.

## Publicaciones
En el año 1967 publica «Electrónica Moderna», y un año después «Curso de radar».
A partir de 1978, comenzara a escribir y publicar libros sobre matemática recreativa, un tema aparentemente alejado de las telecomunicaciones y la energía nuclear. En total fueron catorce libros. La serie comienza con "Cajón de sastre matemático".
- "En busca de la solución" Mariano Mataix Lorda Barcelona : RBA, [2008. 978-84-473-5588-4
- "Diccionario de electrónica, informática y energía nuclear". Inglés-Español. Español-Inglés Miguel Mataix Hidalgo, Mariano Mataix Lorda Editorial Díaz de Santos, S.A.. 84-7978-411-3[10][11][12]
- "Dúo matemático" Mariano Mataix Lorda, Susana Mataix Hidalgo Barcelona : Marcombo, D.L. 1995. 84-267-1005-0
- "Nuevos divertimientos matemáticos" Mariano Mataix Lorda Barcelona : Marcombo, D.L. 1993. 84-267-0451-4
- "Esbozos biográficos y pasatiempos matemáticos" Mariano Mataix Lorda Barcelona : Marcombo, D.L. 1993. 84-267-0900-1
- "Divertimentos lógicos y matemáticos" Mariano Mataix Lorda Barcelona : Marcombo, D.L. 1993. 84-267-0436-0
- "Ludopatía matemática" Mariano Mataix Lorda Alianza, 1991. 84-206-0548-4[13]
- "La manzana de la discordia" Mariano Mataix Lorda Barcelona [etc. : Marcombo, D.L. 1990. 84-267-0783-1
- "En busca de la solución" Mariano Mataix Lorda Barcelona : Marcombo, D.L. 1989. 84-267-0737-8
- "De Becquerel a Oppenheimer: historia de la energía nuclear" Mariano Mataix Lorda Madrid : Senda, D.L. 1988. 84-87078-00-1
- "Problemas para no dormir" Mariano Mataix Lorda Barcelona : Marcombo, D.L. 1987. 84-267-0658-4
- "Historias de matemáticos y algunos problemas" Mariano Mataix Lorda Barcelona ; México : Marcombo-Boixareu, 1986. 84-267-0611-8[14]
- "Fácil, menos fácil y difícil: 100 problemas de lógica y matemáticas" Mariano Mataix Lorda Barcelona : Marcombo, Boixareu, D.L. 1985. 84-267-0406-9
- "Ocio matemático" Mariano Mataix Lorda Barcelona : Marcombo, 1984. 84-267-0549-9
- "Droga matemática" Mariano Mataix Lorda Barcelona [etc. : Marcombo, 1983. 84-267-0505-7
- "Cajón de sastre matemático" Mariano Mataix Lorda Barcelona : Marcombo, D.L. 1981. 84-267-0221-X[15]
- "El discreto encanto de las matemáticas: 100 nuevos problemas de matemáticas y lógica" Mariano Mataix Lorda Barcelona : Marcombo, 1981. 84-267-0416-6
- Curso de radar Danae 1968 Ref. B44093
- Electrónica moderna Danae 1967  ASIN : B072MNDFG1